# Víctor Ledesma
Víctor Ledesma – panamski zapaśnik walczący w stylu wolnym. Zajął piąte miejsce na mistrzostwach panamerykańskich w 1997. Wicemistrz igrzysk boliwaryjskich w 1997.